# Jean-François Pré
 (juin 2022).
Si vous disposez d'ouvrages ou d'articles de référence ou si vous connaissez des sites web de qualité traitant du thème abordé ici, merci de compléter l'article en donnant les références utiles à sa vérifiabilité et en les liant à la section « Notes et références ».
Pour les articles homonymes, voir Pré (homonymie).
Jean-François Pré, né le 11 avril 1951, est un écrivain, journaliste sportif de courses hippiques et chroniqueur français.

## Biographie
Jean-François Pré est tombé amoureux du cheval à l'âge de quatorze ans. Après de études supérieures de langues, il décide d'assouvir sa passion par le biais du journalisme. Entré à Tiercé Magazine en 1975 et au Parisien un an plus tard, Jean-François Pré intervint pour la première fois à la télévision le premier mai 1983, sur TF1 dont il fut ensuite le "Monsieur cheval" jusqu'en 2012.
De 1983 à 1992, il y a commenté toutes les courses en direct, d'abord aux côtés de Léon Zitrone et d'André Théron, puis seul à la tête de son équipe.
En 1994, Jean-François Pré crée « La minute hippique », émission quotidienne de vulgarisation du cheval qui, pendant deux ans, sera un grand succès d'audience. "La minute hippique", copiée par France 2 ensuite, fut l'ancêtre des programmes courts qui, aujourd'hui, monopolisent l'antenne des chaînes généralistes après la fin du journal télévisé de 20 heures.
Le Cheval du Président, paru en 1997, est son premier roman. Il y met en vedette un couple d'aventuriers milliardaires qu'il fera revivre dans son récit suivant, toujours avec le cheval en toile de fond. Depuis 2012, il a créé un autre personnage récurrent, Georges Langsamer, commissaire à la retraite, bougon au grand cœur, détective bénévole, que l'on retrouve dans toutes ses parutions.
Le journal Tiercé Magazine daté du 29 juin 2013 annonce sa retraite.
Jean-François Pré est sociétaire de la SGDL (Société des Gens De Lettres)
Depuis 2021, il est membre de la Société des Auteurs de Normandie.

## Œuvre
- 1997 : Le Cheval du Président, Fleuve noir, coll. « Aventures sans frontières »  (ISBN 2-265-06274-X)
- 2000 : Qatar Six, Osmondes  (ISBN 2-9108-3098-5)
- 2003 : Une fièvre de cheval, Favre  (ISBN 2-8289-0560-8)
- 2003 : Sang pour sang gentleman, Autres Temps, coll. « Temps romanesque »  (ISBN 2-84521-157-0)
- 2007 : La Corde sensible (nouvelle), Le Rocher
- 2009 : Le Dossier Pouchkine, Publibook  (ISBN 978-2-7483-3571-2)
- 2009 : La Mort fait un tabac, Autres Temps, coll. « Temps romanesque »  (ISBN 978-2-84521-359-3)
- 2010 : Opération Lazarus. Pascal Galodé éditeurs
- 2012 : Une passion dévorante. Pascal Galodé éditeurs
- 2012 : Dix nouvelles policières. Editions 12/21
- 2013 : Août meurtrier (5 nouvelles). Editions 12/21
- 2014 : Août meurtrier (5 nouvelles). Editions 12/21
- 2015 : Intellocratie. Mille plumes
- 2015 : Le Jour dernier. Noir'édition
- 2016 : Bémol majeur. Noir'édition
- 2016 : Double JE. Eaux Troubles
- 2018 : Vingt briques pour un pantin. Eaux Troubles
- 2018 : Déraison d’État. Eaux Troubles
- 2019 : Les Neuf Jours du cafard. Lajouanie
- 2020 : Episto. Lajouanie
- 2021 : Mansour, Lajouanie
- 2022 : Qu’un sang bien pur abreuve nos salons, Lajouanie
- 2023 : L'Étrange Mort de Monsieur Stas, Lajouanie
- 2024 : Une si belle île..., Lajouanie